# Бёрджесс, Энтони
Э́нтони Бёрджесс, или А́нтони Бе́рджесс (англ. Anthony Burgess; полное имя — Джон Э́нтони Бёрджесс Уи́лсон, англ. John Anthony Burgess Wilson, известен также как Джозеф Келл; 25 февраля 1917, Манчестер — 22 ноября 1993, Лондон) — английский писатель и литературовед (занимался литературными исследованиями, особенно творчества Шекспира и Джойса), также занимался сочинением музыки (симфонии, балет и опера), литературным переводом и журналистикой. Наиболее известным произведением Бёрджесса является психологический роман-антиутопия «Заводной апельсин».

## Биография
Джон Энтони Бёрджесс Уилсон родился 25 февраля 1917 года в Манчестере в католической семье. Отец Бёрджесса был бухгалтером и играл по вечерам на фортепиано в пабе. После того как мать Бёрджесса умерла во время пандемии гриппа, когда ему было два года, его отец в 1922 году женился на хозяйке паба и занялся продажей табачных изделий. Воспитанием мальчика занималась тётка, а затем мачеха. Отец его скончался в 1938 году в возрасте 55 лет, не оставив наследства.
О своих отношениях с ровесниками Бёрджесс вспоминал: «На меня или набрасывались с кулаками, или не замечали совсем. Меня просто презирали. Оборванцы, сбившиеся в шайки, обычно избивали аккуратно одетых детей вроде меня». Вскоре его определили в католическую начальную школу в Манчестере. Писатель позже вспоминал: «Когда меня привели в школу, я уже умел читать, а большинство учеников не умело. Так что я был… не такой как все». В детстве он не очень любил музыку, пока не услышал по радио «невероятное соло на флейте» и был зачарован. Через несколько минут диктор объявил, что прозвучала прелюдия «Послеполуденный отдых фавна» Клода Дебюсси.
Образование Бёрджесс получил в колледже Ксавериан и в университете Манчестера, который окончил в 1940 году и там же стал читать курс лекций по истории английского языка и литературы. Во время Второй мировой войны Бёрджесс служил в сухопутных войсках.
В 1942 году он женился на Луелле Ишервуд Джонс, которая в 1968 году умерла от цирроза печени. Биограф Бёрджесса, Эндрю Бизвелл, в своей книге «Настоящая жизнь Энтони Бёрджеса» рассказывал о том, что во время светомаскировки Луелла была изнасилована и избита четырьмя американскими дезертирами-неграми. С 1946 по 1950 год Бёрджесс занимался преподаванием в университете Бирмингема, работал в министерстве образования и в школе Бэнбари. Дебютный роман Бёрджесса был написан в 1949 году, но издан лишь в 1965 году. До 1959 года Бёрджесс изучал теорию музыки и уделял мало времени писательству. В 1954 году он был инспектором по делам образования в Малайской Федерации, а в 1958 году — в Брунее.
В 1959 году у тогда ещё учителя Энтони Бёрджесса после того, как он упал в обморок на уроке, была обнаружена опухоль мозга, и, по мнению врача, ему осталось жить не больше года. Это событие послужило для Бёрджесса толчком к началу писательской деятельности. С тех пор он опубликовал более 50 книг, в том числе наиболее известные «тетралогию Эндерби» и роман «Заводной апельсин». Бёрджесс писал не только под своим именем, но и под различными псевдонимами, которые ему предлагала жена. Однажды Бёрджесс написал рецензию для газеты Йоркшир Пост на свой же роман «Мистер Эндерби изнутри» (1963) по пожеланию главного редактора газеты — роман был написан под псевдонимом Джозеф Келл, о принадлежности которого Бёрджессу главный редактор не знал. Также Бёрджесс отправлял письма в Daily Mail за подписью «Мухамед Али».
Между 1960 и 1964 годами Бёрджесс написал 11 романов.
На творчество писателя значительно повлияли произведения Джеймса Джойса (жизни и творчеству которого Бёрджесс посвятил множество статей и несколько монографий) и также в какой-то мере его католическое вероисповедание.
Его самое известное произведение «Заводной апельсин», которое обрело популярность главным образом после экранизации Стэнли Кубриком, затрагивает такие темы, как насилие, свободная воля и мораль.
Бёрджесс владел многими языками: русским, немецким, испанским, итальянским, валлийским, японским и родным для него английским. Эти знания пригодились ему в составлении искусственного языка «надсат», которым пользовались герои его книги.
Вскоре после смерти первой жены, в 1968 году Бёрджесс женился на итальянской переводчице Лилиане Мачеллари, которая уже имела от него ребенка. Участвовал в различных ток-шоу, писал статьи в британские газеты. В 1970—1971 годах Бёрджесс преподавал в Принстонском университете, стал почётным профессором Сити Колледжа в Нью-Йорке (1972). В 1972 году был заведующим литературной частью театра Гатри в Миннеаполисе. В 1976 году преподавал в нью-йоркском университете в городе Буффало.
На протяжении всей жизни Бёрджесс также писал музыку — в общей сложности, по подсчётам исследователя Пола Филипса, ему принадлежит около 175 композиций, среди которых как достаточно простые мелодии, так и сложные произведения, сочетающие следование традициям английской композиторской школы (Элгар, Холст, Уолтон, Воан Уильямс) с влиянием Дебюсси и Стравинского. Третья симфония Бёрджесса была написана по заказу Симфонического оркестра Университета Айовы и впервые исполнена этим оркестром под управлением Джеймса Диксона (22 октября 1975 г.), а оперетта «Блумы из Дублина» (англ. Blooms of Dublin) по мотивам знаменитого романа Джойса «Улисс» была исполнена на радио BBC в 1982 году по случаю столетия Джойса. Некоторые сочинения Бёрджесса основаны на его впечатлениях от малайской музыки; ему принадлежат также опера «Троцкий в Нью-Йорке» (1980), фантазия для фортепиано с оркестром «Рим во время дождя» и т. д. Бёрджесс также осуществил новый перевод на английский язык оперы Бизе «Кармен» и написал новое либретто для оперы Вебера «Оберон» — оба либретто были использованы в различных британских постановках.
Бёрджесс умер 22 ноября 1993 года в Лондоне от рака лёгких.

### Романы
- Видение битвы / A Vision of Battlement (1949)
- Время тигра / Time for a Tiger (1956, рус. перевод 2002(?)) — первая часть малайской трилогии
- Враг под покрывалом / The Enemy in the Blanket (1958, рус. перевод 2002(?)) — вторая часть трилогии (другое название Враг в одеяле)
- Восточные постели / Beds in the East (1959, рус. перевод 2002(?)) — третья часть (другое название Ложе Востока)
- Право на ответ / The Right to an Answer (1960, рус. перевод 2017)
- Доктор болен / The doctor is sick (1960, рус. перевод 2002)
- Devil of a State (1961)
- Однорукий аплодисмент / One hand clapping (1961, рус. перевод 2002) (название — аллюзия на дзэн-коан «Хлопок одной ладони»)
- Заводной апельсин / A Clockwork Orange (1962, рус. перевод 1991)
- Вожделеющее семя / The Wanting Seed (1962, рус. перевод 1962)
- Мёд для медведей / Honey for the Bears (1963, рус. перевод 2002)
- Мистер Эндерби изнутри / Inside Mr. Enderby (1963, рус. перевод 2002) — первая часть тетралогии Эндерби (другое название Внутри мистера Эндерби)
- Влюблённый Шекспир / Nothing Like the Sun: A Story of Shakespeare’s Love Life (1964, рус. перевод 2002(?))
- The Eve of Saint Venus (1964)
- Трепет намерения / Tremor of Intent (1966, рус. перевод 1991)
- Эндерби снаружи / Enderby Outside (1968, рус. перевод 2003) — вторая часть тетралогии Эндерби
- М. Ф. / MF (1971, рус. перевод 2002(?))
- Наполеоновская симфония / Napoleon Symphony (1974)
- Завещание заводному миру, или Конец Эндерби Архивная копия от 6 сентября 2017 на Wayback Machine (1975) - третья часть тетралогии Эндерби
- 1985 — первая  часть  книги - анализ романа  Джорджа Оруэлла «1984»,  а  вторая  часть  само  произведение
- Человек из Назарета / Man of Nazareth (1979)
- Сила земли / Earthly Powers (1980)
- Смуглая леди Эндерби, или Эндерби без конца Архивная копия от 6 сентября 2017 на Wayback Machine (1984) - четвертая, заключительная часть тетралогии Эндерби
- Царство слабых (1985)
- Железо, ржавое железо / Any Old Iron (1988, рус. перевод 2004)

### Повести
- Долгий путь к чаепитию / A Long Trip to Teatime (повесть, 1976. русский перевод — 2000)

### Документальная проза
- Шекспир / Shakespeare (1970, рус. перевод 2001 ISBN 5-227-01302-0)
- Эрнест Хемингуэй и его мир / Ernest Hemingway and his World (1978)

### Автобиография
- Маленький Уилсон и большой Бог (1987)
- Твое время прошло (1990)

## Экранизации
- 1965 — Винил, режиссёр Энди Уорхол.
- 1971 — Заводной апельсин, режиссёр Стэнли Кубрик.
- 1977 — Иисус из Назарета, режиссёр Франко Дзеффирелли.